# Ville-sur-Terre
Ville-sur-Terre település Franciaországban, Aube megyében. Lakosainak száma 97 fő (2022. január 1.). Ville-sur-Terre Fresnay, Fuligny, Lévigny, Soulaines-Dhuys és Thil községekkel határos.

## Népesség
A település népessége az elmúlt években az alábbi módon változott:
| Lakosok száma | 204  | 165  | 142  | 137  | 110  | 108  | 103  | 102  | 99   | 97   |
|               | 1968 | 1982 | 1999 | 2006 | 2011 | 2015 | 2017 | 2018 | 2020 | 2022 |